# HMS Marstrand (V07)
HMS Marstrand (V07) var en svensk motortorpedbåt med nummer (T50) men som byggdes om till vedettbåt mellan åren 1982–1983. Första året som Vedettbåt gick V07 under namnet "HMS Sandhamn". Namnbyte i september 1984 till  Marstrand. Baserad på Nya Varvet i Göteborg. Hon byggdes ursprungligen av Kockums och togs i bruk år 1959.